# Festival de Eurovisión de Jóvenes Músicos 2000
La X edición del Festival de Eurovisión de Jóvenes Músicos se celebró en el Auditorio de Música Grieg de Bergen (Noruega) el 15 de junio de 2000.
En esta edición, 24 países mostraron interés en participar, y 8 de ellos fueron seleccionados para competir en la final televisada. Los participantes de esta edición fueron acompañados por la Orquesta Filarmónica de Bergen bajo la dirección de Simone Young.
El representante de Polonia, Stanislaw Drzewiecki, tocando el piano se convirtió en el ganador de esta edición.

## Ronda preliminar
| - Alemania - Eslovenia - España - Estonia |  | - Irlanda - Letonia - Reino Unido - Suiza |  |

## Participantes y Clasificación
| Posición | País y TV        | Representante        | Instrumento |
| -------- | ---------------- | -------------------- | ----------- |
| 1        | Polonia TVP      | Stanislaw Drzewiecki | Piano       |
| 2        | Finlandia YLE    | Timo-Veikko Valve    | Violonchelo |
| 3        | Rusia RTR        | Nikolai Tokarev      | Piano       |
| -        | Austria ORF      | Martin Grubinger     | Percusión   |
| -        | Francia France 3 | David Guerrier       | Trompeta    |
| -        | Hungría MTV      | Ödön Rácz            | Contrabajo  |
| -        | Países Bajos NOS | Gwyneth Wentink      | Arpa        |
| -        | Noruega NRK      | David Coucheron      | Violín      |

## Predecesor y sucesor
| Predecesor: Viena 1998 | Festival de Eurovisión de Jóvenes Músicos Bergen 2000 | Sucesor: Berlín 2002 |